# Movimiento Nacional

De Spaanse vlag van 1939 tot 1975 met de fasces en de rijksadelaar

Het Movimiento Nacional (Spaans voor: Nationale Beweging) was de politieke beweging opgericht door de opstandige militairen, die onder de leiding van de latere dictator Francisco Franco in 1936 de Spaanse Burgeroorlog tegen de Tweede Spaanse Republiek begonnen zijn. Vanaf 1958 werd het Movimiento samen met de fascistische Falange Española, de eenheidsvakbond Sindicato Vertical,  de jongerenbeweging Frente de Juventudes en de vrouwenafdeling Sección Feminina verenigd in een door de staat gecontroleerde eenheidspartij. Elke ambtenaar, provinciaal afgevaardigde, hoogleraar of lid van een van de koninklijke academiën moest verplicht lid zijn. Daarnaast had elk Spaans staatsburger het recht, maar niet de plicht lid te worden. Alle leden moesten een eed van trouw aan de Principios del Movimiento Nacional  (Principes van de Nationale Beweging) zweren.
De principes bepaalden onder meer de nationale eenheid en de plicht van alle Spanjaarden het vaderland te dienen; de eerbied voor de wet van God volgens de leer van de Katholieke Kerk, onscheidbaar verbonden met het nationale bewustzijn is de inspiratiebron voor alle wetten; de plicht van het leger de eenheid, de integriteit en de onafhankelijkheid van het vaderland te verdedigen; de nationale gemeenschap berust op de man en het gezin. Het persoonlijk belang is ondergeschikt aan het belang van de Natie en het gezin, de gemeente en de (eenheids)vakbond als de fundamentele bouwstenen van de nationale gemeenschap.
Na de dood van Franco in 1975 bleef de beweging een hevig tegenstander tegen elke verandering van het geestelijk erfgoed van Franco en verzette zich tegen de gematigder conservatieve krachten die een bescheiden modernisering voorstonden, om te voorkomen dat het regime binnen Europa verder geïsoleerd zou blijven.
De beweging werd officieel afgeschaft door de regering van Adolfo Suárez tijdens de Spaanse democratische overgang in april 1977.